# Амір Ешель
Амір Е́шель (івр. אמיר אשל; нар. 4 квітня 1959, Яффа, Ізраїль) — генеральний директор Міністерства оборони Ізраїлю з 31 травня 2020 року. Генерал-майор запасу Армії оборони Ізраїлю; на останній посаді: Командувач Військово-повітряних сил Ізраїлю (з травня 2012 по серпень 2017 року).

## Біографія
Амір Ешель народився в місті Яффа, Ізраїль, в 1959 році.
Батько Ешеля, Йехезкель (Хезі) Ешель (уроджений Батат), народився Іраку, воював під час Війни за незалежність Ізраїлю в бригаді «Гіваті» і дослужився в Армії оборони Ізраїлю до звання підполковника. Мати Ешеля, Една Ешель (уроджена Алон (Альперович)), народилася в Тель-Авіві в сім'ї, що втратила більшу частину своїх членів під час Голокосту.

### Військова кар'єра
В 1977 Ешель був призваний на службу в Армії оборони Ізраїлю і вступив на курси льотчиків ВПС (івр. קורס טיס).
Після закінчення курсу в 1979 році пройшов курс бойової підготовки на базі ВПС «Еціон» (івр. עציון) і служив льотчиком штурмовика «A-4 Скайхок» у 140-й (івр. טייסת 140) і в 149-й (івр. טייסת 149) ескадрильях на базі ВПС «Еціон».
Надалі Ешель виконував посаду інструктора Школи польотів ВПС, а потім повернувся до 140-ї ескадрильї, в лавах якої взяв участь у Ліванській війні 1982 року. Потім був командиром відділу інструктажу 253-ї (івр. טייסת 253) ескадрильї винищувачів «F-16A/B Файтінг Фалкон», заступником командира даної ескадрильї та головою 2-ї секції Оперативного департаменту в Управлінні повітряних операцій (івр. להק האוויר).
У 1991 році очолив 110-у (івр. טייסת 110) ескадриллю винищувачів «F-16A/B Файтінг Фалкон». З 1993 по 1995 рік очолював 201-у (івр. טייסת 201) ескадриллю винищувачів «F-4 Фантом», що взяла під його командуванням участь в операції «Зведення рахунків».
В 1996 був призначений головою Оперативного департаменту Управління повітряних операцій ВПС, а в 1999 — командиром бази ВПС «Рамон». На цій посаді Ешель був замішаний в інциденті, що трапився 16 грудня 1999 року, в ході якого Ешель, проводячи стандартну перевірку пілотованого ним бойового вертольота AH-64 «Апаче», на якому в той момент не повинно було перебувати бойової амуніції, ненавмисно відкрив його. відкритої території, поряд з якою було розміщено загін солдатів ППО. У інциденті був постраждалих, і не вплинув загалом подальшу кар'єру Эшеля.
У жовтні 2001 року став командиром бази ВПС «Тель-Ноф». На пропозицію Ешеля 2003 року було влаштовано показовий політ винищувачів ізраїльських ВПС (під керівництвом Ешеля) над концентраційним табором Аушвіц-Біркенау.
У січні 2004 року Ешель очолив Управління повітряних операцій ВПС (івр. להק האוויר); на цій посаді, окрім іншого, взяв участь у командуванні операцією «Дні покаяння» у секторі Газа. У ході операції «Райдуга» у секторі Газа у травні 2004 року призвів до запровадження нових правил, що значно зміцнили взаємодію авіації та сухопутних військ при веденні наземних операцій.
У 2006 році був призначений головою (івр. רמ"ט) Управління штабу ВПС (івр. להק ראש מטה) був на цій посаді під час Другої ліванської війни; бомбардування в ліванському місті Кана 30 липня 2006. На цей період припадає і операція «Фруктовий сад» — повітряна атака ядерного реактора в сирійській мухафазі Дайр-ез-Заур 6 вересня 2007, зроблена, відповідно до публікацій у пресі, ізраїльськими ВПС.
27 березня 2008 Ешель був підвищений у званні до генерал-майора і призначений головою Управління планування Генерального штабу Армії оборони Ізраїлю, змінивши на посаді генерал-майора Ідо Нехуштана. Очолював Управління під час, окрім іншого, операції «Литий свинець» у секторі Газа.
За час служби у ВПС Ешель мав на своєму рахунку понад 5500 годин нальоту.

#### На посаді Командувача ВПС
У грудні 2011 року, нарівні з генерал-майором Йохананом Локером, був названий імовірним кандидатом на посаду Командувача ВПС Ізраїлю після відходу з посади генерал-майора Ідо Нехуштана. При цьому повідомлялося, що кандидатурі Ешеля віддано переваги Начальника Генштабу Бені Ганца, тоді як прем'єр-міністр Беньямін Нетаньягу бажає бачити на посаді Військового секретаря прем'єр-міністра генерал-майора Йоханана Локера. 5 лютого 2012 року міністр оборони Егуд Барак ухвалив рішення Начальника Генштабу генерал-лейтенанта Бені Ганца призначити Ешеля Командувачем Військово-повітряних сил Ізраїлю. 2 квітня 2012 року Ешель передав посаду голови Управління планування генерал-майору Німроду Шеферу.
10 травня 2012 року Ешель був призначений на посаду Командувача ВПС, змінивши генерал-майора Ідо Нехуштана. При призначенні на посаду відмовився від належного йому за посадою особистого автомобіля марки Volkswagen Passat через особисте неприйняття, пов'язане з німецьким походженням марки автомобіля.
Ешель виконував посаду Командувача ВПС у ході операцій «Хмарний стовп» та «Непорушна скеля», в рамках яких на ВПС було покладено виконання значної частки бойових завдань як шляхом нанесення авіаційних ударів по цілям супротивника в секторі Газа, так і за допомогою захисту території Ізраїлю системами протиракетної оборони «Залізний купол» від ракетного обстрілу з сектору Газа. У ході Громадянської війни в Сирії ВПС Ізраїлю під командуванням Ешеля завдали близько сотні ударів по конвоях постачання озброєнь організації «Хезболла» та іншим ворожим Ізраїлю організаціям поза Ізраїлем.
У період командування Ешеля ВПС Ізраїлю прийняли на озброєння винищувач-бомбардувальник F-35, транспортний літак Lockheed C-130J Super Hercules, навчально-тренувальний літак Aermacchi M-346 та системи протиракетної оборони «Праща Давида» та «Стріла-3».
Термін Ешеля посаді Командувача ВПС було продовжено роком крім принятого. 14 серпня 2017 року Ешель передав командування ВПС генерал-майору Амікаму Норкіну напередодні виходу в запас із армії.
На посаді Командувача ВПС Ешель був нагороджений Золотим хрестом пошани Бундесвера та орденом «Легіон пошани» ступеня командора Збройних Сил США.

### Після виходу у запас
У лютому 2019 року Ешель був призначений як представник ізраїльського інвестиційного фонду FIMI на посаду члена ради директорів ізраїльської компанії Bird Aerosystems, яка займається розробкою систем протиракетного захисту літальних засобів.
У січні 2020 року було опубліковано, що Ешель приєднався до команди колишнього Начальника Генштабу Армії оборони Ізраїлю, лідера політичного альянсу «Кахоль-лаван» Бені Ганца, як консультант за планом США з близькосхідного врегулювання.
18 травня 2020 Бені Ганц, який вступив за день до цього на посаду міністра оборони Ізраїлю, оголосив про своє рішення призначити Ешеля на посаду генерального директора Міністерства оборони. Ешель вступив на посаду 31 травня 2020, змінивши на посаді генерал-майора запасу Уді Адама.

### Освіта та особисте життя
За час служби в армії Ешель отримав ступінь бакалавра Обернського університету в США (англ. Auburn University) та ступінь магістра Хайфського університету та Коледжу національної безпеки (івр. מב"ל) (в галузі політології).
Проживає в Мошаві Кідрон поблизу Гедери. Одружений з Авігайль Ешель, батько трьох дітей (Інбар, Йоав та Орі).

## Публікації
- Список публікацій Ешеля на сайті 929.org.il(івр.)